# Vukićevica
Vukićevica (em cirílico:Вукићевица) é uma vila da Sérvia localizada no município de Obrenovac, pertencente ao distrito de Belgrado, na região de Posavina. A sua população era de 675 habitantes segundo o censo de 2002.

## Demografia
| 1948 | 1953 | 1961 | 1971 | 1981 | 1991 | 2002 |
| ---- | ---- | ---- | ---- | ---- | ---- | ---- |
| 847  | 884  | 841  | 762  | 753  | 750  | 675  |